# Royaumes Mossi
Pour les articles homonymes, voir Mossi.
XIe siècle – 1896
Entités suivantes :
- Haut Sénégal-Niger

Les royaumes mossi désignent plusieurs royaumes africains qui se sont succédé dans le bassin versant de la Volta Blanche (actuel Burkina Faso) et dominent le cours supérieur de la Volta à partir du XIe siècle ou entre les XVe siècle et XVIe siècle, selon l'historien Michel Izard, jusqu'à l'arrivée des Français en 1896 et à la création de la Haute-Volta en 1919.
Leur histoire, qui s'étend sur plusieurs siècles, s'articule autour de dynasties conquérantes, d'une organisation politique structurée et d'une culture unifiée malgré une composition ethnique et linguistique diverse. Le développement des royaumes mossis s'organise en trois phases principales : maturation, conquête et stabilisation.

## Étymologie
En français on utilise plutôt le terme « mossi », alors qu'en langue mooré, on dit « moosse » (pluriel de « moaga »). Le vocable a connu une évolution sémantique. « Moogo » ou « Mogho » a d'abord désigné l'herbe, puis les gens qui habitent la brousse c'est-à-dire loin de chez eux pour qualifier les descendants de la princesse Yennenga qui a fui son royaume pour habiter loin ; ensuite les incirconcis qu'étaient les Mossis par opposition aux musulmans.

## Histoire

### Origine
L'historiographie colonialiste situe l'établissement des premiers royaumes mossi au Xe siècle, cependant cette version ne fait plus consensus au XXIe siècle. Le territoire du Burkina Faso actuel a été parcouru par de nombreuses migrations. À partir du XIe ou du XIIe siècle, les premiers royaumes mossis se sont constitués : le Tenkodogo, le Gourma, le Mamprousi, le Dagomba, le Nanumba, le Yatenga, le royaume de Boussouma et le royaume de Ouagadougou. 
Les premiers royaumes mossis constitués, sous le nom de Dyamare III, sont marqués par des conflits contre l'empire de Gao et les Songhaïs. Ces conflits servent à asseoir l'indépendance de la nouvelle formation territoriale. L'essentiel des informations relatives à l'origine et la formation des premiers royaumes se trouve dans la tradition orale et fait appel à des personnalités légendaires telles que Yennenga et Ouédraogo. Les récits sur l'origine des royaumes Mossi et sur certaines parties de leur histoire sont imprécis, les traditions orales étant contradictoires et divergeant sur certains aspects de l'histoire. L'histoire d'origine est unique dans la mesure où une femme joue un rôle clé en tant qu'ancêtre de la lignée royale.
À l'époque du règne de Mansa Kanku Mūsā, le Ta’rīkh al-Sūdān relate la prise de Tombouctou par les Mossi, suivie d’un saccage complet de la ville. Cet événement, daté aux alentours de 1337, confirme la montée en puissance des Mossi dans la région. Un siècle plus tard, de nouvelles campagnes sont dirigées contre Benka et les régions lacustres avoisinantes.
Sous le règne de Sonnī ˓Alī, les affrontements se multiplient. Les Mossi sont dirigés par un roi nommé Komdao, et leur capitale est appelée Argouma. Plusieurs batailles sont mentionnées dans les sources, notamment l’occupation temporaire de Oualata en 1480 et la bataille de Kobi vers 1483.
Sous Askia Muḥammad, les guerres contre les Mossi prennent une tournure religieuse : les Mossi sont désormais présentés comme des « païens » face aux forces islamiques songhaï. Une série d’expéditions aboutit à la destruction de leur capitale et à la capture massive de civils. Le règne de Dawūd  marque les dernières campagnes contre les Mossi du Nord, qui aboutissent à leur dispersion et à la désintégration apparente de leur pouvoir.

### Expansion territoriale
Les descendants de Ouédraogo stabilisent l'influence territoriale des royaumes mossis sur l'ensemble des population de la vallée de la Volta Blanche, dépassent la Volta Rouge et atteignent Boromo dans la vallée de la Volta Noire. Dans la seconde moitié du XVe siècle, Naaba Rawa continue d'étendre le territoire du royaume mossi et les réunit sous son autorité, prenant brièvement une structure politique impériale. Cependant, cette extension est trop importante et les royaumes mossis reprennent leur autonomie après son règne. Cinq entités politiques se distinguent, chacune ancrée géographiquement et avec une dynastie régnante. L'une d'entre elle, le royaume de Wogodogo, est gouvernée par un Mogho Naaba dont la fonction est de régner sur l'ensemble des royaumes mossi.
Au début du XVIe siècle, une phase de conquête débute sous l'impulsion de Naaba Wubri. Il s'empare de la plupart des royaumes mossi et étend son autorité aux territoires périphériques. À son décès, l'extension de son royaume est pratiquement celle de la première forme unifiée. Vers 1540, de nouvelles campagnes militaires sont menées par ses descendants qui étendent le territoire à son apogée durant la seconde moitié du XVIe siècle. 
En parallèle de cet état central de Wogodogo, un second royaume mossi se met en place dans la partie septentrionale des territoires. À la fin du XVIe siècle, il prend la forme du Royaume du Yatenga. Les deux royaumes constituent les deux pôles d'influence des royaumes mossi dans leurs zones d'influences respectives.
Au XVIIIe siècle, la puissance économique et militaire des royaumes Mossi a considérablement augmenté. Les relations commerciales extérieures se sont développées dans toute l'Afrique, avec des liens importants établis avec les royaumes peuls. Durant cette période, les Mossi sont attaqués par diverses forces africaines. Bien qu'il y ait eu un certain nombre d'États djihadistes dans la région qui tentent de propager l'islam par la force, à savoir l'empire Massina et le califat de Sokoto, les royaumes Mossi conservent leurs pratiques religieuses et rituelles traditionnelles.

### Conquête française

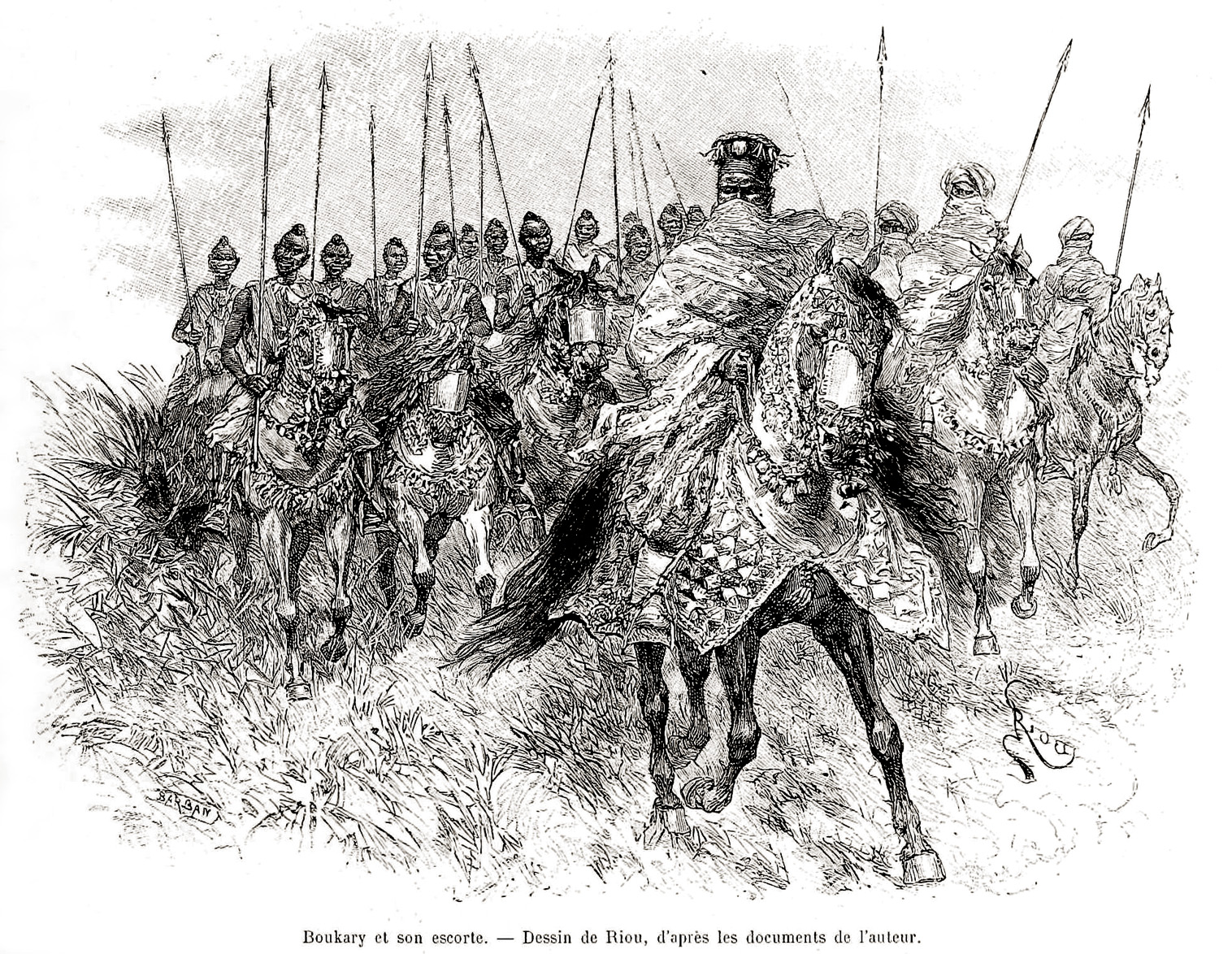
Boukary Koutou, ou Wobgho, et sa cavalerie (1892).

Le premier explorateur européen à pénétrer dans la région est l'Allemand Gottlob Krause en 1888. George Ekem Ferguson mène ensuite une expédition britannique en 1894 afin de convaincre les dirigeants Mossi de signer un traité de protection. Malgré cela, les Français entrent dans la région en 1896 et ignorent le traité de protection, conquérant le royaume Mossi et l'intégrant à la colonie de la Haute-Volta ,.

Le dernier roi de Ouagadougou, nommé Wobgo ou Wobogoo, est prévenu un jour avant que les forces françaises n'attaquent. Il envoie une force pour les affronter au combat tandis qu'il fuit la ville. Le frère de Wobgo, Kouka, devient alors roi de Ouagadougou et s'allie aux Français et au Yatenga pour tenter de capturer Wobgo. Lorsque les Français et les Britanniques se mettent d'accord sur la frontière entre leurs colonies, Wobgo perd son principal système de soutien et il se retire avec une pension britannique à Zongoiri sur la Côte de l'Or, où il meurt en 1904,.

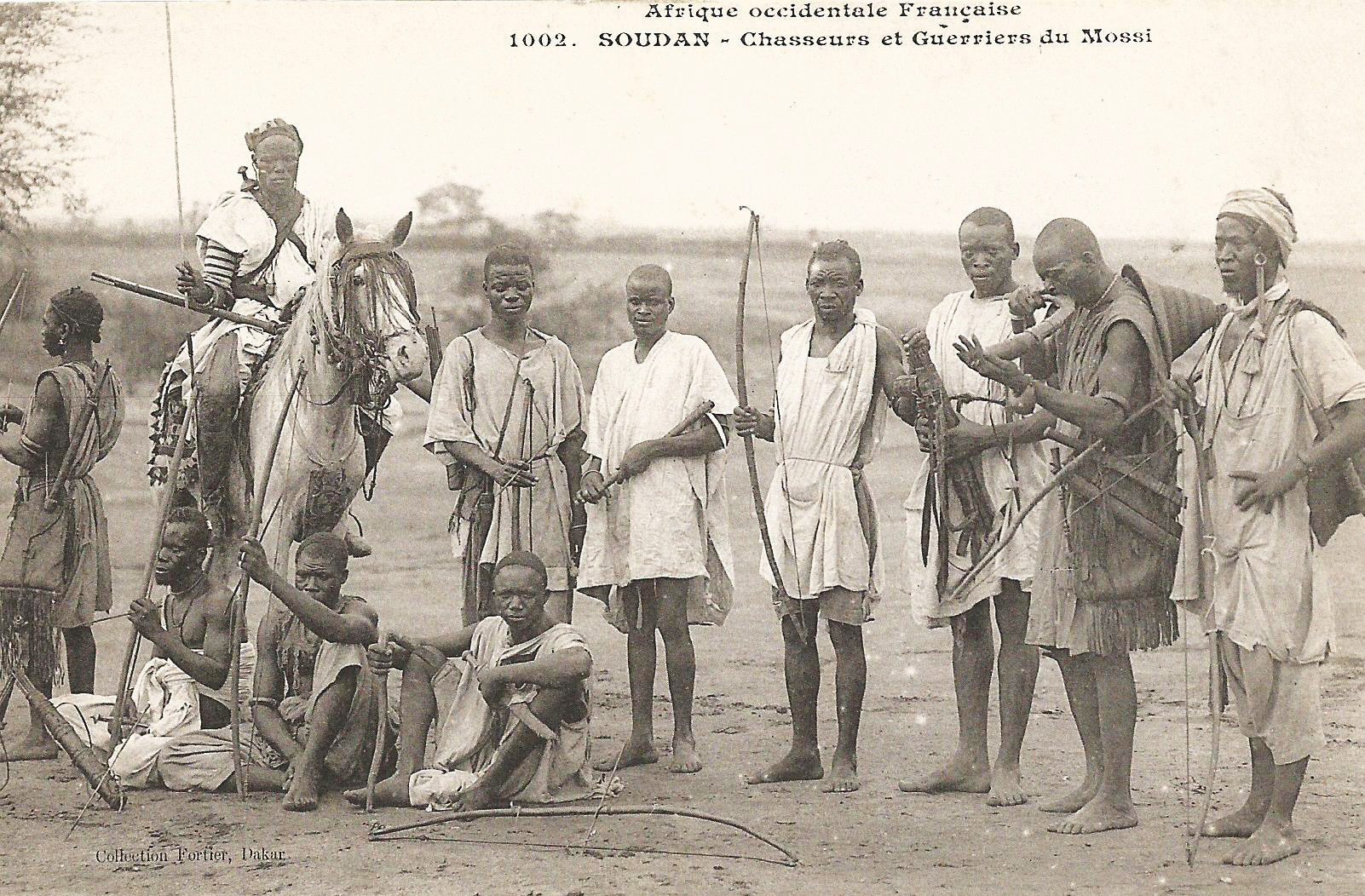
Chasseurs et guerriers du Mossi.

En raison de la centralisation importante des royaumes, les Français ont en grande partie maintenu l’organisation administrative en place. Ils ont fait du Mogho Naaba de Ouagadougou le principal dirigeant de la région et ont créé cinq ministres sous sa direction qui ont gouverné différentes régions (en adhérant largement aux frontières du royaume Mossi).

## Historiographie
L'histoire des royaumes mossi de la boucle du Niger s'appuie principalement sur des sources écrites issues des chroniques soudanaises médiévales, notamment le Ta’rīkh al-Fattāsh et le Ta’rīkh al-Sūdān. Ces documents signalent dès le XIIIe siècle l'existence d'une entité politique et militaire Mossi suffisamment puissante pour mener des incursions jusqu'au cœur du territoire songhaï, autour de Gao.
Le Ta’rīkh al-Fattāsh évoque la présence d'un « Mossi koy » (roi des Mossi) qui conduit ses troupes contre le royaume de Gao. Ces expéditions, loin d’être des razzias désorganisées, témoignent de la structuration politique de ces groupes. Les Mossi, installés à l'intérieur de la boucle du Niger, semblent y posséder une base territoriale stable dès cette époque.
Malgré la richesse des chroniques, l’identité précise des Mossi du Nord reste incertaine. D'autres sources, comme le supposé Ta’rīkh de Say mentionné par Boubou Hama, évoquent un État Mossi appelé Dyamare, qui aurait eu plusieurs capitales sur les rives du Niger. Des allusions aux Mossi apparaissent également dans des documents arabes et européens, comme le Masalik al-Absar d’Ibn Fadl Allah al-˓Umarī, ou la lettre du marchand gênois Antonio Malfante. João de Barros mentionne un peuple « Moses » dans ses Dacadas da Asia, élargissant ainsi le spectre des témoignages sur leur présence historique.
Les premiers auteurs ayant étudié les Mossi du bassin de la Volta blanche ont rattaché toutes les dynasties Mossi à un ancêtre commun, Naaba Wedraogo, et ont relié l’origine des royaumes Mossi à celle des États mamprusi-nanumba-dagomba. Cette thèse, initiée par Delafosse, Frobenius et Tauxier, s’appuie sur un rapprochement ethnonymique mais ne repose sur aucune preuve formelle. Ces auteurs ont ignoré l'absence totale, dans la tradition orale Mossi, de toute allusion aux Mossi de la boucle du Niger, malgré leur connaissance des Ta’rīkh. L’assimilation entre Mossi du Niger et Mossi de la Volta s'est ainsi imposée sans vérification, risquant d'occulter la spécificité des formations politiques du Nord.
La critique de cette construction historiographique apparaît dès 1907, mais elle reste marginale jusqu’à l’intervention de John Fage en 1964. Ce dernier distingue clairement deux groupes — Mossi de la boucle et Mossi de la Volta — et démontre l'incohérence chronologique de la thèse classique. Fage propose une chronologie resserrée, situant la fondation de l’État dagomba vers 1480, et donc l’émergence des royaumes Mossi actuels au XVe siècle, non au Xe siècle comme l’avait avancé Delafosse. Michel Izard poursuit ce travail par croisement aux traditions orales et situe le début de la lignée entre le XIVe et XVe siècles, proposant une date de fondation vers 1495.

## Organisation politique
L'organisation politique médiévale des royaumes mossi est inconnue et ne relève que des informations recueillies au XVIIIe siècle pour le Yatenga et au début du XIXe siècle pour le Ouagadougou.
Les royaumes Mossi sont organisés autour de cinq royaumes différents : Ouagadougou, Tenkodogo, Fada N'gourma, Zondoma (remplacé plus tard par Yatenga) et Boussouma. Il y a cependant jusqu'à 19 autres royaumes Mossi mineurs qui conservent un lien avec l'un des quatre royaumes principaux. Chacun d’entre eux conserve une autonomie et une indépendance nationales importantes, mais partage des liens de parenté, militaires et rituels. Chaque royaume a des structures nationales similaires avec des rois, des ministres et d’autres fonctionnaires, ainsi qu’un degré élevé de centralisation administrative. Il y a des rivalités importantes entre les différents royaumes, notamment entre le Yatenga et Ouagadougou. Ouagadougou est souvent considéré comme le principal royaume Mossi, dirigé par le Mogho Naaba, mais il n'est pas la capitale des royaumes Mossi car chacun conserve son autonomie,.
Sur le plan intérieur, les royaumes Mossi font une distinction entre les nakombse et les tengbiise. Les nakombse revendiquent des liens de lignée avec les fondateurs des royaumes Mossi et le pouvoir du naam, qui leur donne le droit divin de gouverner. Les tengbiise, en revanche, sont des gens assimilés aux royaumes et sans accès au naam. Cependant, en raison de leurs liens avec la région, ils disposent de tenga, ce qui leur permet de prendre des décisions sur les questions foncières. Le naam des dirigeants et le soutien du tenga sont liés, créant un équilibre de pouvoir à double sens dans la société. 

## Religion
Situés à proximité de nombreux États islamiques majeurs d'Afrique de l'Ouest, les royaumes Mossi ont développé un système religieux mixte, reconnaissant une certaine autorité à l'Islam tout en conservant leur religion Mossi indigène. Le roi participe à deux grandes fêtes, l'une centrée sur la généalogie de la lignée royale (afin d'accroître leur naam) et l'autre sur les sacrifices aux tenga.
Bien qu'ils aient initialement résisté à l'imposition de l'Islam et aient conservé leur indépendance vis-à-vis des principaux États islamiques d'Afrique de l'Ouest, un nombre important de musulmans ont commencé à vivre dans le royaume. À Ouagadougou, le Mogho Naaba a désigné un imam qui est autorisé à délivrer des lectures du Coran à la royauté en échange de la reconnaissance du pouvoir généalogique du roi.

## Économie
Les royaumes mossis reposent sur une agriculture de subsistance tandis que les activités d'élevages sont prises en charge par les communautés peuls. La métallurgie et la céramique sont deux activités économiques importantes du bassin. Les royaumes semblent intégrer un réseau commercial sur un axe Nord-Sud avec les différents royaumes courtiers du Sahel actifs dans le commerce transsaharien. Les marchandises vendues sont des noix de kola.

## Liste des dirigeants

### Royaume de Ouagadougou
La durée des règnes des Mogho Naabas n'est connue d'une façon certaine que depuis 1897. Toutefois les griots de la cour impériale sont détenteurs d'une tradition qui attribue à une année près la durée de chaque règne depuis l'origine comme repris dans le tableau ci-dessus. Cependant on estime désormais que le légendaire Nédéga vivait vers 1400 et que l'union de sa fille Yennenga avec un chasseur mandé est l'illustration de l'acculturation encours à cette époque. Dans ce contexte les règnes des premiers Mogho Naabas se placent dans le XVe siècle, :
| N° | Roi                       | Filiation                           | Période   |
| -- | ------------------------- | ----------------------------------- | --------- |
| 1  | Ouédraogo                 | fils de Rialé et de Yennenga        | 1435-1465 |
| 2  | Zoungrana                 | fils de Naaba Ouédraogo             | 1465–1480 |
| 3  | Oubri                     | fils de Naaba Zoungrana             | 1495–1517 |
| 4  | Naskiemdé                 | fils d'Oubri                        | 1517–1540 |
| 5  | Nasbiré                   | fils d'Oubri                        | 1517–1540 |
| 6  | Soarba                    | fils d'Oubri                        | 1517–1540 |
| 7  | Gninemdo                  | fils de Soarba                      | ?         |
| 8  | Koudoumié                 | fils de Gninemdo                    | 1540–1566 |
| 9  | Kouda                     | fils de Naaba Koudoumié             | 1566–1593 |
| 10 | Dawegma                   | fils de Naaba Kouda                 | 1401–1409 |
| 11 | Zoetre Bousma             | fils de Naaba Kouda                 | 1409–1441 |
| 12 | Niandfo                   | fils de Naaba Zoetre Bousma         | 1441–1511 |
| 13 | Nakiem (dit Nakiembzanga) | fils de Naaba Niandfo               | 1511–1541 |
| 14 | Namegué                   | fils de Naaba Nakiem                | 1541–1542 |
| 15 | Kiba                      | fils de Naaba Namegué               | 1542–1561 |
| 16 | Kimba                     | fils de Naaba Kiba                  | 1561–1582 |
| 17 | Coabga                    | fils de Naaba Kimba                 | 1582–1599 |
| 18 | Guirba                    | fils de Naaba Coabga                | 1599–1605 |
| 19 | Zanna                     | fils de Naaba Guirga                | 1605–1633 |
| 20 | Ouri                      | fils de Naaba Zanna                 | 1633–1659 |
| 21 | Motiba                    | (usurpateur)                        | 1659–1666 |
| 22 | Warga                     | fils de Naaba Ouri                  | 1666–1681 |
| 23 | Zombré                    | fils de Naaba Warga                 | 1681–1744 |
| 24 | Koom Ier                  | fils de Naaba Zombré                | 1744–1762 |
| 25 | Sagha Ier                 | fils de Naaba Koom Ier              | 1762–1783 |
| 26 | Doulougou                 | fils de Naaba Sagha Ier             | 1783–1802 |
| 27 | Sawadogo                  | fils de Naaba Doulougou             | 1802–1834 |
| 28 | Karfo                     | fils de Naaba Doulougou             | 1834–1842 |
| 29 | Baongo Ier                | fils de Naaba Doulougou             | 1842–1850 |
| 30 | Koutou                    | fils de Naaba Baongo 1er            | 1850–1871 |
| 31 | Sanem                     | fils de Naaba Koutou                | 1871–1889 |
| 32 | Wobgho                    | fils de Naaba Koutou                | 1889–1897 |
| 33 | Siguiri                   | fils de Naaba Koutou                | 1897–1905 |
| 34 | Koom II                   | fils de Naaba Sigiri                | 1905–1942 |
| 35 | Sagha II                  | fils de Naaba Koom II               | 1942–1957 |
| 36 | Kougri                    | fils de Naaba Sagha II              | 1957–1982 |
| 37 | Baongo II                 | fils de Naaba Kougri et de Koudpoko | 1982–     |

### Royaume de Boussouma
- 1 : Naaba Nabigswẽndé, fils de Naaba Koudoumié
- 2 : Naaba Tirita, frère de Naaba Koudoumié
- 3 : Naaba Maando, Rimbila (prince) de Wogdogo
- 4 : Naaba Pakãndé, Rimbila de Wogdogo
- 5 : Naaba Nakẽedba, Rimbila de Wogdogo
- 6 : Naaba Tiri, Rimbila de Wogdogo
- 7 : Naaba Tirit Yamba, Rimbila de Wogdogo
- 8 : Naaba Komba, Rimbila de Wogdogo
- 9 : Naaba Pasindi, Rimbila de Wogdogo
- 10 : Naaba Pasind Yamba, Rimbila de Wogdogo
- 11 : Naaba Namonogdo, Rimbila de Wogdogo
- 12 : Naaba Kuka, Rimbila de Wogdogo
- 13 : Naaba Komisgma, Rimbila de Wogdogo
- 14 : Naaba Koomdaogo, Rimbila de Wogdogo
- 15 : Naaba Réẽgré, Rimbila de Wogdogo
- 16 : Naaba Roobo, Rimbila de Wogdogo [36].

Les souverains de cette dynastie œuvrent pour l'agrandissement du riungu. Les villages de Yimiugu, de Nungu et de Kõkẽ à Saburi deviennent des vassaux de Busma. Successivement Busma étend sa domination sur Pensa vers 1515, Guibtẽnga vers 1670, Piuktẽnga vers 1670, Digilla vers 1723.
L'année 1723 marque un tournant dans l'histoire du riungu de Busma avec le déplacement du siège du pouvoir politique à Wayugiya.
Contrairement à la première vague des nanambsé sur lesquels les informations sont rares, celle des rimdamba de Wayugiya, plus récente, est mieux connue. Elle compte 15 nanambsé allant de 1723 à nos jours dont 9 qui n'ont pas connu la pénétration coloniale. La liste des rimdamba de Wayugiya se présente comme l'indique le tableau suivant :

### Royaume de Wayugiya
- 17 : Naaba Kẽega, fils de Naaba Roobo
- 18 : Naaba Pugla, fils de Naaba Kẽega
- 19 : Naaba Gègemdé, fils de Naaba Pugla
- 20 : Naaba Tãnga, fils de Naaba Pugla
- 21 : Naaba Piiga, fils de Naaba Tanga
- 22 : Naaba Saaga, fils de Naaba Tanga
- 23 : Naaba Karfo, fils de Naaba Piiga
- 24 : Naaba Sigri, fils de Naaba Saaga
- 25 : Naaba Ligdi, fils de Naaba Sigri

Les rimdamba de la pénétration coloniale à nos jours :
- 26 : Naaba Koom, fils de Naaba Ligidi
- 27 : Naaba Sanem, fils de Naaba Sigri
- 28 : Naaba Koabga, fils de Naaba Sigri
- 29 : Naaba Kutu, fils de Naaba Koabga
- 30 : Naaba Wobgo, fils de Naaba Kutu
- 31 : Naaba Sõõré (ou Naaba Sonré), fils de Naaba Wobgoo
- 32 : Naaba Sigri, fils de Naaba Sonré

## Royaumes traditionnels
Il a existé jusqu'à 19 royaumes traditionnels mossi, dont :
- Royaume mossi de Gurunsi (en)
- Royaume mossi de Gwiriko (en)
- Royaume mossi de Liptako (en), Émirat du Liptako
- Royaume mossi de Tenkodogo (en) (Tenkodogo) depuis 1120
- Royaume mossi de Wogodogo (Wogodogo / Ouagadougou) depuis 1441
- Royaume mossi du Yatenga depuis 1333
- Royaume gurma mossi de Bilanga (en)
- Royaume gurma mossi de Bilayanga (en)
- Royaume gurma mossi de Bongandini (en)
- Royaume gurma mossi de Con (en)
- Royaume gurma mossi de MacaKoali (en)
- Royaume gurma mossi de Piela (en)
- Royaume gurma mossi de Nungu (en)